# Фрамура

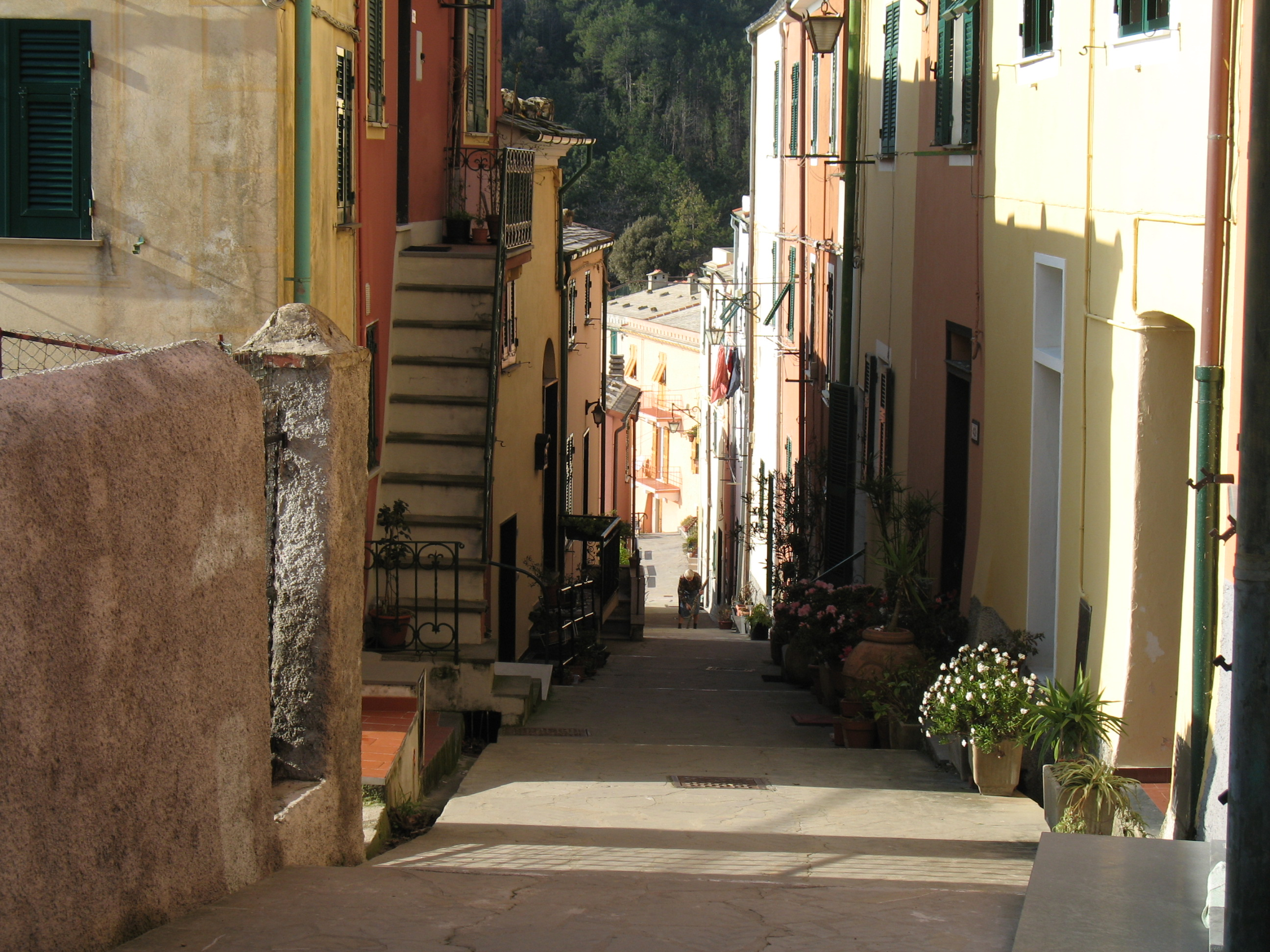
Уголок исторического центра, la frazione di Costa

Фрамура (итал. Framura) — коммуна в Италии, располагается в регионе Лигурия, в провинции Ла Специя.
Население составляет 725 человек (2008 г.), плотность населения составляет 40 чел./км². Занимает площадь 18 км². Почтовый индекс — 19014. Телефонный код — 0187.
Покровителем коммуны почитается святитель Мартин Турский, празднование 11 ноября.

## Демография
Динамика населения:

## Администрация коммуны
- Официальный сайт: http://www.comune.framura.sp.it/